# Pelosoma pecki
Pelosoma pecki är en skalbaggsart som beskrevs av Ales Smetana 1984. Pelosoma pecki ingår i släktet Pelosoma och familjen palpbaggar. Inga underarter finns listade i Catalogue of Life.